# Kalînivka, Makariv
Kalînivka (în ucraineană Калинівка) este un sat în așezarea urbană Makariv din regiunea Kiev, Ucraina.

## Demografie
Componența lingvistică a localității Kalînivka
     Ucraineană (94,84%)
     Rusă (4,94%)
Conform recensământului din 2001, majoritatea populației localității Kalînivka era vorbitoare de ucraineană (94,84%), existând în minoritate și vorbitori de rusă (4,94%).